# قطبش یونی
پلاریزاسیون یونی در اثر جابجایی نسبی بین یون‌های مثبت و منفی در بلورهای یونی می‌شود. قطبش در مواد یونی زمانی اتفاق می‌افتد که یک میدان الکتریکی به یک ماده یونی اعمال شود، سپس کاتیونها و آنیونها در جهت مخالف جابجا می‌شوند و یک گشتاور دو قطبی خالص ایجاد می‌کنند.
به عبارتی هر چه کاتیون کاهش یابد و بار آن بیشتر شود(پتانسیل یونی) قدرت قطبش آن افزایش می‌یابد و ابر الکترونی آن بیشتر به سمت کاتیون کشیده می‌شود در نهایت آنیون و کاتیون شکل کروی و وضعیت مماس بودن بر یکدیگر را از دست می‌دهند و ابر الکترونی (به ویژه ابر الکترونی آنیون) تغییر شکل پیدا کرده و بین دو هسته قرار می‌گیرد در نتیجه افزون بر نیروی جادبه الکتروستاتیک بین یونهای ناهمنام پیوند بین آنیونها و کاتیونها(پیوند یونی)در شبکه بلوری تا میزان مشخصی خصلت کووالانسی نیز پیدا می‌کنند.
سه اصل برای این بحث وجود دارد:
اصل اول:هرچه پتانسیل یونی کاتیون بزرگتر باشد قدرت قطبی کنندگی آن بیشتر است. به‌طور مثال می‌توان متوجه شد که خصلت یونی ترکیبات پتاسیم از لیتیم است یا ترکیبات دو تایی آلو مینیوم به‌طور عمده خصلت کووالانسی دارند.
اصل دوم: هرچه نرمی افزایش یابد (یعنی بار آن بیشتر و شعاع آن بزرگتر) قطبش آن افزایش می‌یابد. به عنوان مثال قطیش یون سولفید از اکسید بیشتر است به این دلیل سدیم سولفات نسبت به سدیم اکسید خصلت کووالانسی بیشتر دارد.
اصل سوم:هر چه اثر کاتیون بیشتر باشد قطبش آن بیشتر است. به همین علت اصولاً کاتیون‌های فلزهای واسطه نسبت به کاتیون‌های فلزهای اصلی که پتانسیل یونی برابر دارند قدرت قطبی کنندگی بیشتری دارند. به عنوان مثال ترکیبات جیوه نسبت به ترکیبات کلسیم که پتانسیل یونی تقریباً برابر دارند خصلت کووالانسی بیشتری دارند.
برای مثال یک کریستال ساده NaCl را در نظر بگیرید:
هر جفتNa+ وCl- یک دو قطبی طبیعی است، قطبش یک حجم معین دقیقاً برابر صفر است زیرا برای هرلحظه دو قطبی یک همسایه با اندازه دقیقاً یکسان اما با علامت مخالف وجود دارد.
نکته قابل توجه این است که دوقطبی‌ها نمی‌توانند بچرخند، جهت آنها ثابت است.
در یک میدان الکتریکی، یون‌ها نیروها را در جهت مخالف احساس می‌کنند و شبکه کمی تغییر می‌کند یونهای Na+کمی به سمت راست و یونهای Cl- به سمت چپ حرکت کردنداکنون یک گشتاور NaCl گشتاورهای دوقطبی بین جفت‌های مجاور در جهت میدان دو قطبی خالص در حجم محدود وجود دارد.